# Młynówka (dopływ Osobłogi)
Młynówka – struga na ziemi prudnickiej, w południowo-zachodniej Polsce, w województwie opolskim, powiecie prudnickim, gminie Głogówek. Dopływ rzeki Osobłoga, długości 6,86 km.
Źródło strugi znajduje się we wsi Szonów. Przepływa w rejonie miejscowości Tomice, Dzierżysławice, Zwierzyniec. W granicach administracyjnych miasta Głogówek uchodzi do rzeki Osobłoga.